# RedTube
RedTube – serwis internetowy umożliwiający publikację i oglądanie w internecie amatorskich filmów pornograficznych na zasadzie UGC. Strona została założona 21 kwietnia 2007 i jest obecnie drugą najpopularniejszą po YouPorn i najszybciej zdobywającą nowych użytkowników stroną tego typu w internecie. Dostęp do treści strony jest bezpłatny, a zyski czerpane są wyłącznie z niewielkiej liczby reklam. Strona posiada także chatroom oraz online dating. Strona umożliwia, przy pomocy specjalnego programu, ściąganie treści na własny komputer.
Właścicielem strony była FiveStarMedia, która z kolei należy do koncernu Jager & Polacek Data Services (JPDS) z siedzibą w Wiedniu.

## Atak hakerski
W dniach 4–6 lutego 2008 strona była celem kilkukrotnego ataku tureckiej grupy hakerskiej o nazwie NetDevilz. Celem hakerów miała być walka z pornografią w internecie. Atak ten odbił się głębokim echem w mediach i wywołał serię zmian w systemach zabezpieczeń na stronach tego typu.
7 października 2013 strona ponownie została zaatakowana na tle politycznym przez Palestyńczyków. Przez pewien czas na stronie głównej widniała flaga Palestyny, mapy przedstawiające jej ziemię i informacja, że zostały one skradzione przez syjonistów oraz stwierdzenie, że Palestyńczycy mają prawo do życia w spokoju i uwolnienia więźniów z izraelskich więzień.